# Pancho Guzmán
Pour les articles homonymes, voir Guzmán.
J. Francisco Guzmán Carmigniani, plus connu sous le nom de Pancho Guzmán, né le 24 mai 1946 à Guayaquil, est un ancien joueur de tennis équatorien.

## Carrière
Bon joueur chez les juniors, il est finaliste de l'Orange Bowl en 1961 dans la catégorie moins de 15 ans et en 1963 dans les moins de 18 ans.
Au cours de sa carrière, il a remporté 3 tournois mineurs (Corpus Christi en 1967, Eindhoven en 1968 et Jacksonville en 1969) et a atteint une dizaine de finales dont celle de l'Open de Floride en 1964, Indianapolis en 1967 et Miami en 1968 et 1969. La même année, il est demi-finaliste à Cincinnati. Son meilleur résultat dans un tournoi du Grand Chelem est une demi-finale en double mixte à Roland-Garros en 1966 avec l'Australienne Helen Gourlay, ainsi qu'un troisième tour en simple lors du même tournoi.
Il a fait partie de la délégation équatorienne aux Jeux de Mexico en 1968 et a pris part aux tournois de démonstration et d'exhibition où il a décroché une médaille de bronze en double avec le Soviétique Teimuraz Kakulia.
Joueur de Coupe Davis avec l'équipe d'Équateur au côté de Miguel Olvera, il réalise un match mémorable en 1967 lors de la finale des Amériques. Contre les États-Unis, il permet la qualification de son équipe pour la finale interzone grâce à sa victoire sur Arthur Ashe (n°6 mondial) bien qu'en ayant perdu deux sets sans marquer un seul jeu (0-6, 6-4, 6-2, 0-6, 6-3). Le lendemain, le quotidien El Universo titre : Un triomphe pour l'histoire. L'équipe s'incline cependant lourdement contre l'Espagne en finale. Ils retrouvent les Américains au même stade de la compétition en 1968 mais perdent la rencontre 5-0.
Pancho Guzmán a été un des premiers joueurs de tennis à pratiquer un coup droit lifté. Il est considéré comme un pionnier dans ce domaine.

## Parcours dans les tournois duGrand Chelem

### En simple
| Année | Open d'Australie | Open d'Australie | Internationaux de France | Internationaux de France | Wimbledon       | Wimbledon   | US Open         | US Open     |
| ----- | ---------------- | ---------------- | ------------------------ | ------------------------ | --------------- | ----------- | --------------- | ----------- |
| 1964  | —                | —                | —                        | —                        | —               | —           | 1er tour (1/64) | J. Powless  |
| 1965  | —                | —                | 3e tour (1/16)           | W. Hoogs                 | 1er tour (1/64) | F. Jauffret | 2e tour (1/32)  | V. Seixas   |
| 1966  | —                | —                | 3e tour (1/16)           | J. Mukerjea              | 1er tour (1/64) | W. Hoogs    | 1er tour (1/64) | C. Graebner |
| 1967  | —                | —                | 1er tour (1/64)          | D. Contet                | 1er tour (1/64) | P. Lall     | 1er tour (1/64) | D. Dell     |
| 1968  | —                | —                | —                        | —                        | 2e tour (1/32)  | L. Hoad     | 2e tour (1/32)  | M. Anderson |
| 1969  | —                | —                | —                        | —                        | 1er tour (1/64) | P. Dent     | 1er tour (1/64) | L. Ayala    |
| 1970  | —                | —                | —                        | —                        | 1er tour (1/64) | D. Schroder | 2e tour (1/32)  | F. Stolle   |

N.B. : à droite du résultat se trouve le nom de l'ultime adversaire.

### En double
| Année | Open d'Australie | Open d'Australie | Internationaux de France | Internationaux de France | Wimbledon | Wimbledon | US Open                  | US Open          |
| ----- | ---------------- | ---------------- | ------------------------ | ------------------------ | --------- | --------- | ------------------------ | ---------------- |
| 1969  | —                | —                | —                        | —                        | —         | —         | 2e tour (1/16) M. Olvera | B. Lutz S. Smith |

N.B. : le nom du ou de la partenaire se trouve sous le résultat ; le nom des ultimes adversaires se trouve à droite.